# Troiseck
Das Troiseck ist ein Berg in den Mürzsteger Alpen in der Steiermark. In 1466 m Seehöhe befindet sich ein Gipfelkreuz.
Da der Gipfel selbst nicht mehr bewaldet ist, ist die Fernsicht hervorragend: Unter anderem können  Hochschwab, Veitsch und die Fischbacher Alpen betrachtet werden.
Vom Gasthof Pölzl bei Kindberg führt ein Weg mit rund 2 Stunden Gehzeit über die Töllamoaralm auf den Gipfel. Von Norden ist der Gipfel vom Pretalsattel erreichbar.

## Weblink
- Eine Romantik-Tour wie auf einem Teppich: Tourentipp der Tageszeitung Der Standard vom 15. Oktober 2010 (abgerufen am 21. Mai 2013)